# Fals (snickeriarbete)

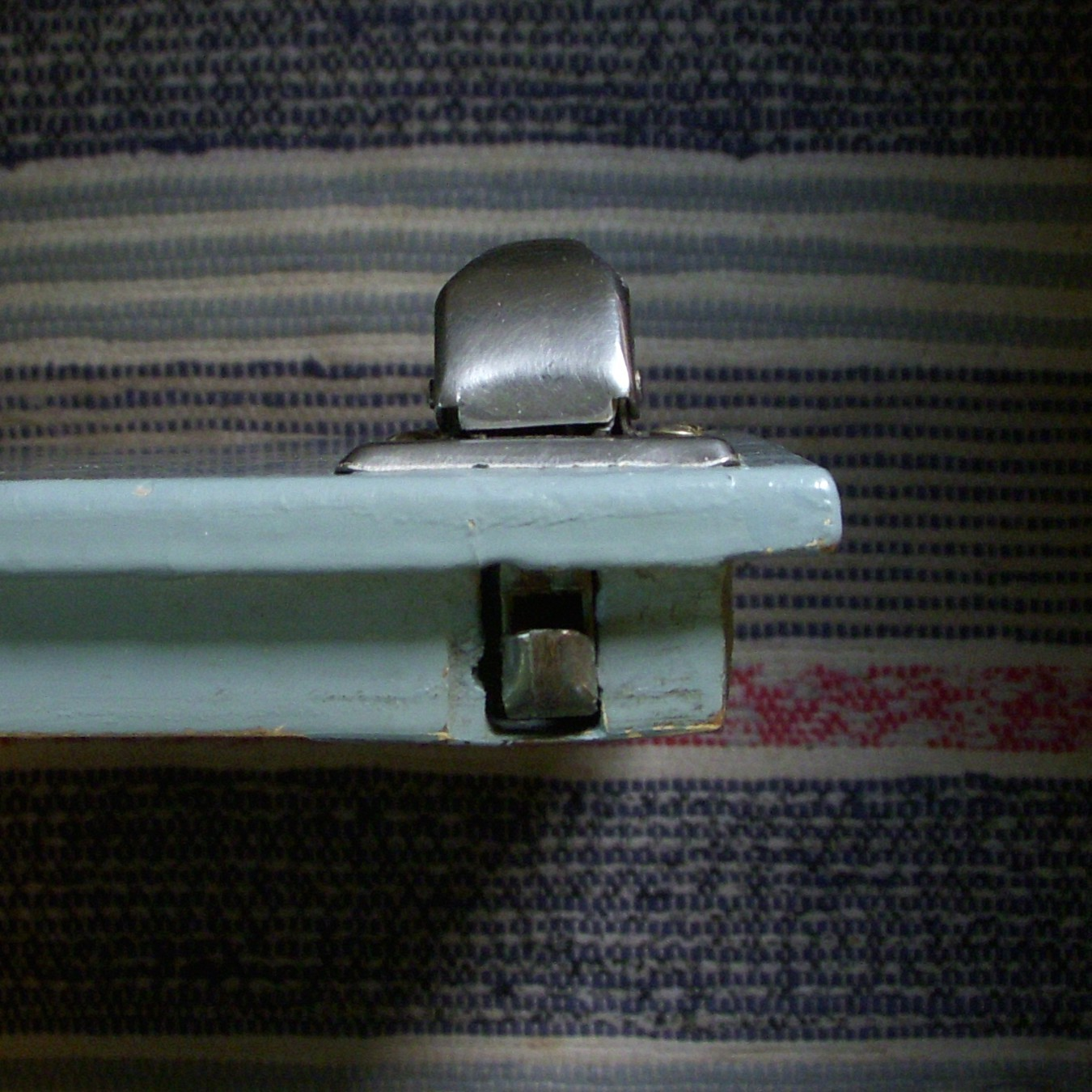
En överfalsad kökslucka från 1950-talet, sedd uppifrån.

Fals inom snickeri är en vinkelrät nedskärning i en kant. Exempel är en fönsterkarms urtagning för fönsterbågen eller en urtagning i en skivkant där man lägger in en dekorativ eller förstärkande list.
En fals kan åstadkommas med olika verktyg, exempelvis stämjärn, falshyvel eller fräs.
Falsens två ytor kallas falsbotten och falskant. Det framgår normalt av omständigheterna vad som skall betraktas som det ena och det andra. På exempelvis en fönsterbåge lägger man glasrutan mot falsbotten och kittet mot falskanten. Om man åstadkommer falsen med en falshyvel arbetar hyvelstålet mot falsbotten och förskäret mot falskanten.
En överfalsad lucka har en cirka 8 mm fals runtom. Falsen täcker skåpstommen. I kombination med ett griphandtag och pinngångjärn var det ett vanligt utförande för luckor och skåpsdörrar enligt den svenska köksstandarden på 1950-talet.